# Ferdinand Marcos Jr.
Pour les articles homonymes, voir Marcos.
Ferdinand Marcos Jr., dit Bongbong Marcos et communément désigné par les initiales BBM, né à Manille le 13 septembre 1957, est un homme politique philippin, membre du Parti fédéral des Philippines (en) (PFP). Il est président des Philippines depuis le 30 juin 2022.
Fils du dictateur Ferdinand Marcos et d’Imelda Marcos, il est vice-gouverneur d'Ilocos Norte de 1980 à 1983 et gouverneur d'Ilocos Norte de 1983 à 1986 puis de 1998 à 2007, ainsi que membre de la Chambre des représentants de 1992 à 1995 puis de 2007 à 2010 et sénateur de 2010 à 2016.
À la suite de la révolution philippine de 1986, il s'exile à Hawaï avec sa famille.
Lors de l’élection à la vice-présidence des Philippines de 2016, il perd de justesse face à Leni Robredo. Il remporte l'élection présidentielle de 2022 contre cette dernière.
Ferdinand Marcos Jr. est critiqué pour ses manipulations historiques et son révisionnisme dans le but de blanchir l'image et la réputation de sa famille. Son association a également été accusée d'avoir occulté les violations des droits de l'homme et les pillages qui ont eu lieu pendant la présidence de son père. Il a également été condamné pour fraude fiscale.

## Biographie

### Naissance et famille
Ferdinand Romualdez Marcos Jr., surnommé Bongbong, est né à Manille le 13 septembre 1957, de Ferdinand Edralin Marcos Sr. et Imelda Romualdez. Son père était représentant du deuxième arrondissement d'Ilocos Norte à sa naissance. Deux ans plus tard, il devient sénateur.

### Jeunesses et études
En 1970, Ferdinand Marcos Jr. est envoyé en Angleterre, où il étudie à la Worth School, une institution bénédictine du West Sussex réservée aux garçons. En 1972, son père déclare la loi martiale dans toutes les Philippines. En 1978, il est étudiant à l'université d'Oxford, où il reçoit non pas un diplôme mais un « certificat spécial ».
Il est nommé par son père de 1980 à 1986 vice-gouverneur puis gouverneur de la province d’Ilocos Norte. Il siégea aussi, pour un salaire considérable, à la tête de l’opérateur de satellites du pays, Philcomsat.
En 1986, il conseille à son père de bombarder les camps policiers et militaires soutenant la révolution, ce que ce dernier refuse.
La révolution, qui a conduit à la chute du régime, contraint la famille Marcos à fuir les Philippines. En 1986, à Hawaï, où elle a été accueillie par les États-Unis, Ferdinand Marcos Jr. informe leur banquier suisse qu’un intermédiaire avait été désigné afin d’effectuer des opérations en leur nom. Le banquier a ensuite dénoncé la machination, ce qui a conduit au blocage des comptes suisses et à la restitution aux Philippines de plusieurs centaines de millions de dollars d’argent détourné pendant la dictature.
Après la mort de son père en 1989, la présidente Corazon Aquino autorise le retour des autres membres de la famille Marcos aux Philippines pour faire face à diverses accusations. Bongbong Marcos est l'un des premiers à revenir aux Philippines. Il fait son retour en 1991 et il est rapidement sollicité pour des fonctions politiques, commençant par le fief traditionnel de la famille à Ilocos Norte.
La famille Marcos reste puissante aux Philippines, exerçant essentiellement son influence dans le nord du pays, où elle possède de grandes propriétés. Après le retour de la famille aux Philippines, sa mère fut deux fois élue députée et sa sœur a également exercé d’importantes responsabilités politiques, étant successivement députée, gouverneure et sénatrice.

### Député

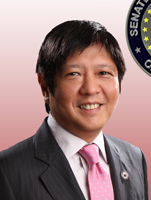
Bongbong Marcos en 2012.

Il est membre de la Chambre des représentants de 1992 à 1995 et de 2007 à 2010.

### Campagne vice-présidentielle de 2016
Le 5 octobre 2015, Ferdinand Marcos Jr. annonce via son site web sa candidature à la vice-présidence des Philippines aux élections générales de 2016. Il se présente en candidat indépendant. Avant son annonce, il avait décliné une invitation du candidat à la présidence, le vice-président Jejomar Binay, pour devenir son colistier. Le 15 octobre 2015, la candidate à la présidentielle Miriam Defensor Santiago confirme que Marcos sera son colistier.
Ferdinand Marcos se classe deuxième dans la course à la vice-présidence, très disputée, perdant face à la représentante de Camarines Sur Leni Robredo, qui l'emporte par 263 473 voix, l'une des marges les plus serrées depuis la victoire de Fernando Lopez (en) à l'élection à la vice-présidence de 1965. Il conteste sa défaite et dépose une plainte pour fraude mais elle est rejetée en 2021.

### Élection présidentielle de 2022
Ferdinand Marcos Jr. lance officiellement sa campagne en vue de l'élection présidentielle philippine de 2022 le 5 octobre 2021. Le 16 novembre, il annonce que sa colistière en tant que candidate à la vice-présidence sera Sara Duterte, maire de Davao et fille du président sortant Rodrigo Duterte . Ce dernier, qui a toujours traité Marcos Jr. avec mépris en dépit de son alliance politique avec la famille Marcos, aurait été fort mécontent de voir sa fille le rejoindre comme colistière.
Durant la campagne, Ferdinand Marcos Jr. ne donne pas d'interviews aux grands médias du pays et ne participe à aucun débat avec les autres candidats. Le Monde estime qu'« il a surfé sur une vague de nostalgie qui repose sur une vision largement édulcorée du règne de son père ». Il profite aussi de l'affaiblissement du régime démocratique opéré par le président sortant Rodrigo Duterte.
Les réseaux sociaux ont été inondés d'informations mensongères concernant l'origine de fortune de la famille ou les progrès économiques réalisés sous le régime de Ferdinand Marcos père. Au contraire, ses adversaires ont été les cibles de dizaines d'affirmations fausses ou trompeuses, notamment des photos et des vidéos truquées visant à dépeindre Leni Robredo comme étant stupide ou communiste,.
Le 9 mai 2022, Ferdinand Marcos Jr. est élu président des Philippines face à la vice-présidente sortante Leni Robredo. Cette victoire marque le retour du clan Marcos au pouvoir, 36 ans après le départ de son père. En outre, sa victoire constitue un indéniable triomphe : il a été élu avec 58,7 % des voix et peut compter sur le soutien d’une majorité à la Chambre des représentants et au Sénat et des institutions très malléables des Philippines.

## Président des Philippines

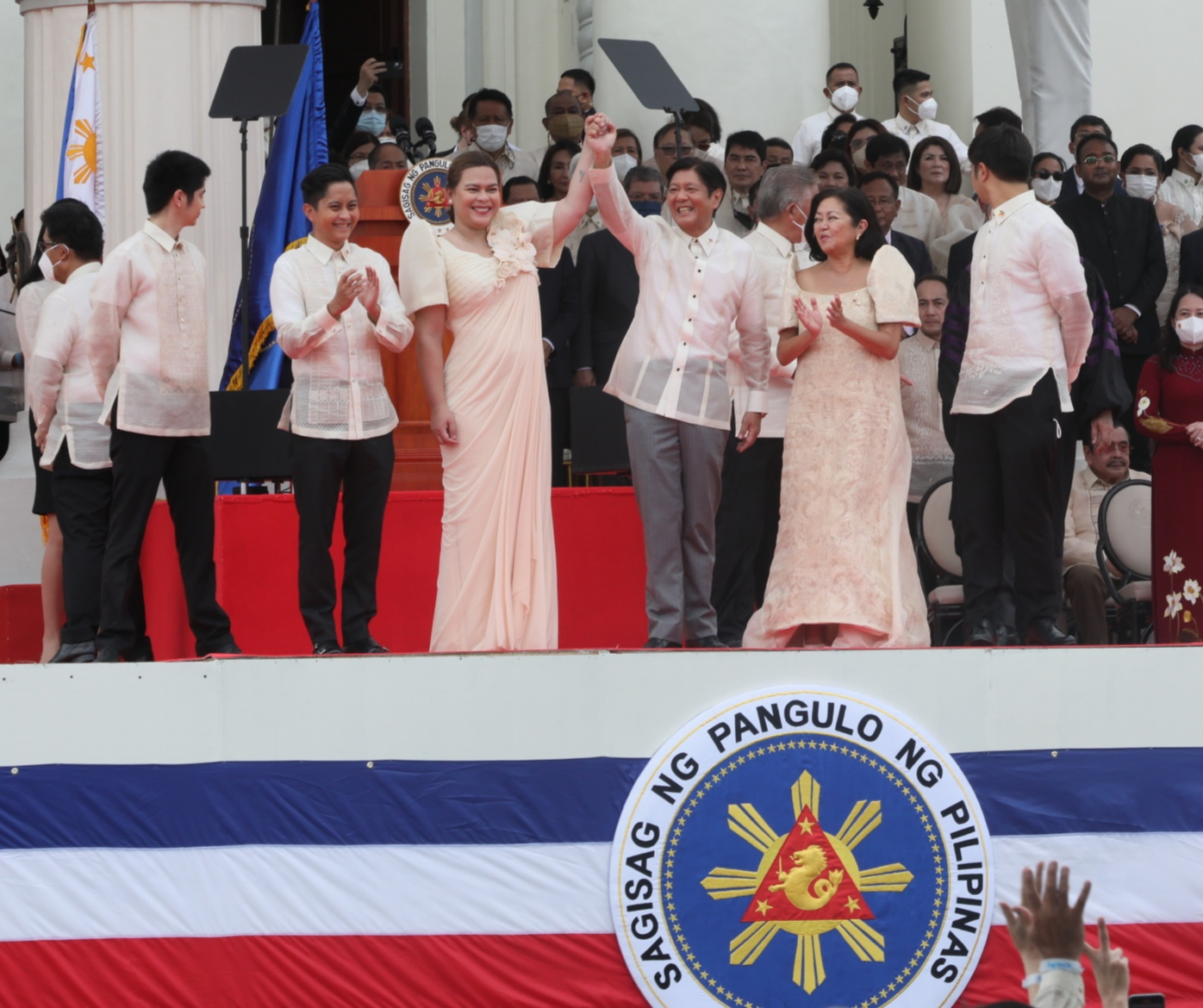
Bongbong Marcos et Sara Duterte lors de leur investiture.

Ferdinand Marcos Jr. est investi président des Philippines le 30 juin 2022, succédant à Rodrigo Duterte et indirectement à son père Ferdinand Marcos.
Son taux d'approbation tombe à 25 % d’avis favorables en 2025.
Impopulaire, il sort affaiblit des élections de mi-mandat de mai 2025 et réclame la démission des membres de son gouvernement à l'issue de ce revers électoral.

### Politique intérieure

#### Mesures répressives
Son gouvernement fait arrêter le militant de gauche, candidat à la vice-présidence, Walden Bello.
L’Église catholique des Philippines a dénoncé une intensification de la militarisation dans les zones rurales et l'arrestation de prêtres et de dizaines d'autres personnes sous le prétexte d’être membres ou soutiens de « groupes communistes ou de terroristes armés ». L’Église souligne que « ceux qui défendent la terre, souvent propriété ancestrale des peuples indigènes, contre le développement de mines et de barrages, sont confrontés à l'armée philippine, qui utilise son pouvoir pour protéger les intérêts des sociétés multinationales. Les agriculteurs, qui cherchent des moyens de subsistance justes, décents et durables pour leurs familles et leurs communautés, sont souvent emprisonnés ou tués, tandis que les avocats qui tentent de les représenter sont agressés ou arrêtés ». Le Conseil œcuménique des Églises (CEC) qui s'est tenue à Genève en juin 2023, a lui aussi condamné les « graves violations des droits de l'homme » commises aux Philippines.

#### Agriculture
En plus de la présidence, Ferdinand Marcos Jr. dirige le ministère de l'Agriculture. Il déclare qu'il trouvera des solutions à la hausse des prix et au manque d'approvisionnement alimentaire. Une façon de résoudre ce problème, a-t-il dit, est d'augmenter la production des agriculteurs pendant la saison de plantation en leur fournissant une assistance financière et technique. Il s'est également engagé à fournir des subventions aux agriculteurs face à la flambée des prix des engrais et des pesticides, entre autres. « Les agriculteurs et les pêcheurs seront la priorité de mon administration », a-t-il déclaré.

#### Énergie
Ferdinand Marcos Jr. a déclaré vouloir augmenter le niveau de production d'énergie en multipliant les sources d'alimentation électrique et en construisant de nouvelles centrales électriques. Il a déclaré qu'il était temps de réexaminer la stratégie du gouvernement en matière de construction de centrales nucléaires et a souligné que l'utilisation des énergies renouvelables figurait en tête de son programme climatique.

#### Infrastructures
Ferdinand Marcos Jr. a promis de poursuivre et d'étendre le programme d'infrastructure de l'administration Duterte.

#### Santé
Ferdinand Marcos Jr. a demandé au Congrès d'adopter une loi qui créera un Centre de contrôle et de prévention des maladies, ainsi qu'un Institut des vaccins. Il a également déclaré que son administration construirait davantage de centres de santé et d'hôpitaux.

### Conflit avec la vice-présidente
Les relations de Bongbong Marcos Jr. avec la vice-présidente Sara Duterte, qui fait l'objet d'accusations de corruption et de détournement de fonds publics, se dégradent fortement en 2024, et tous deux entrent progressivement en conflit ouvert. Le président lui retire son poste de secrétaire à l'Éducation le 19 juillet, et l'affrontement tourne à la crise politique, au cours de laquelle des menaces de mort réciproques sont proférées en novembre. Le 4 décembre 2024, des militants déposent une deuxième plainte en « empêchement » contre elle pour détournement présumé de fonds publics. Le 5 février 2025, la Chambre des représentants vote en faveur de sa destitution, qui doit être confirmée par le Sénat à la majorité des deux tiers de ses membres. La sénatrice Imee Marcos, la sœur de Marcos Jr, sort de la coalition gouvernementale pour rejoindre la formation de Sara Duterte, dont elle est proche.

### Affaires extérieures
Il choisit l’Indonésie pour sa première visite d'État début septembre 2022 et s'adresse à l'Assemblée générale des Nations unies le 21 septembre 2022. Lors de son discours il déclare : « En renforçant la prévisibilité et la stabilité du droit international, en particulier la Convention des Nations Unies sur le droit de la mer de 1982, nous avons fourni un exemple de la manière dont les États devraient résoudre leurs différends : par la raison et par le droit ».
Il se montre, tout comme son père autrefois, pro-américain sur les enjeux géopolitiques. Après avoir donné l’accès à l'armée américaine de quatre nouvelles bases militaires aux Philippines – qui s’ajoutent aux cinq qui leur sont déjà ouvertes – il propose en février 2023 l’idée d’un accord militaire tripartite entre les Philippines, les États-Unis et le Japon. Les Philippines sont ainsi appelées à redevenir une pièce maîtresse de la stratégie américaine dans la région.
Manille et Washington annoncent en mai 2023 un nouvel ensemble d’orientations bilatérales en matière de défense. Celles-ci doivent, selon le gouvernement américain, renforcer l’interopérabilité des armées philippines et américaines « dans tous les domaines opérationnels, y compris la terre, la mer, l’air, l’espace et le cyberespace ». Joe Biden a aussi annoncé que les États-Unis allaient « soutenir la modernisation » de l’armée philippine. L’édition 2023 des exercices militaires conjoints annuels entre les États-Unis et les Philippines constitue la plus importante jamais organisée et entraine des protestations de la Chine.
Il négocie un nouveau accord avec les Etats-Unis concernant les relations commerciales entre les deux pays, rencontrant le président américain Donald Trump à Washington en juillet 2025. Ce dernier se félicite d'un accord par lequel les Philippines vont « ouvrir leur marché aux Etats-Unis, sans aucun droits de douane ». À l'inverse, « les Philippines paieront des droits de douane de 19 % ».

## Vie privée
Bongbong est marié à Louise Cacho Araneta, dite Liza, membre de l'éminente famille Araneta, avec qui il a trois fils : Ferdinand Alexander III, dit Sandro (né en 1994), Joseph Simon (né en 1995) et William Vincent, dit Vince (né en 1997).